# Vasilis Torosidis
Vasilios Torosidis (Xanthi, 6. lipnja 1985.) bivši je grčki nogometaš.